# Persone di nome James/Cestisti
| Questa pagina contiene informazioni ricavate automaticamente dalle voci biografiche con l'ausilio del template Bio e di un bot. L'aggiornamento è periodico e automatico e ricostruisce completamente la pagina. Se manca una persona in questa lista, sei pregato di non aggiungerla, ma accertati piuttosto che la sua voce biografica contenga il template Bio e che i dati anagrafici siano correttamente compilati. Se il template Bio manca, inseriscilo tu stesso o, in alternativa, metti l'avviso {{tmp\|Bio}} che ne segnala la mancanza. Se i dati riportati sono sbagliati, correggi direttamente la voce biografica; le modifiche saranno visibili in questa lista entro pochi giorni. Per chiarimenti vedi il progetto antroponimi. La lista contiene solo le 227 persone che sono citate nell'enciclopedia e per le quali è stato implementato correttamente il template Bio. Pagina aggiornata al 23 mag 2025. |

Questa è una lista di persone presenti nell'enciclopedia che hanno il nome James e sono cestisti.

## A(5)
- Jim Abromaitis, ex cestista statunitense (Waterbury, n. 1953)
- Randy Allen, ex cestista statunitense (Milton, n. 1965)
- Jim Allen, ex cestista statunitense (Carthage, n. 1955)
- James Anderson, cestista statunitense (Junction City, n. 1989)
- James Augustine, ex cestista statunitense (Midlothian, n. 1984)

## B(31)
- Jim Baechtold, cestista e allenatore di pallacanestro statunitense (McKeesport, n. 1927 - Richmond, † 2011)
- James Bailey, ex cestista statunitense (Dublin, n. 1957)
- James Banks, cestista statunitense (Decatur, n. 1998)
- James Banks, ex cestista statunitense (Atlanta, n. 1962)
- Jim Barnett, ex cestista statunitense (Greenville, n. 1944)
- Jim Baron, ex cestista e allenatore di pallacanestro statunitense (New York, n. 1954)
- Jimmy Baron, ex cestista statunitense (East Greenwich, n. 1986)
- James Batemon, cestista statunitense (Milwaukee, n. 1997)
- Jim Birr, cestista statunitense (Indianapolis, n. 1916 - Naples, † 2006)
- Metecan Birsen, cestista turco (Kadıköy, n. 1995)
- James Blackmon, cestista statunitense (Chicago, n. 1995)
- James Blackwell, ex cestista statunitense (Mount Kisco, n. 1968)
- Jim Boatwright, cestista e allenatore di pallacanestro statunitense (Rupert, n. 1951 - Hailey, † 2013)
- Jim Boeheim, ex cestista e allenatore di pallacanestro statunitense (Lyons, n. 1944)
- Jim Bostic, ex cestista statunitense (Brooklyn, n. 1953)
- James Bouknight, cestista statunitense (Brooklyn, n. 2000)
- Cal Bowdler, ex cestista statunitense (Sharps, n. 1977)
- Jim Boylan, ex cestista e allenatore di pallacanestro statunitense (Jersey City, n. 1955)
- Jim Boylen, ex cestista e allenatore di pallacanestro statunitense (East Grand Rapids, n. 1965)
- Jim Bradley, cestista statunitense (East Chicago, n. 1952 - Portland, † 1982)
- James Bradley, cestista statunitense (Memphis, n. 1955 - Memphis, † 2023)
- Jim Brasco, cestista statunitense (Brooklyn, n. 1931 - Huntington, † 2014)
- James Brewer, ex cestista e allenatore di pallacanestro statunitense (Bardstown, n. 1969)
- Jim Brewer, ex cestista, allenatore di pallacanestro e dirigente sportivo statunitense (Maywood, n. 1951)
- Jim Brogan, ex cestista statunitense (Ardmore, n. 1958)
- Jim Brovelli, ex cestista e allenatore di pallacanestro statunitense (n. 1942)
- Jim Brown, cestista e giocatore di baseball statunitense (Filadelfia, n. 1912 - † 1991)
- Jim Browne, cestista statunitense (Midlothian, n. 1930 - Titusville, † 2003)
- James Bryson, ex cestista statunitense (Filadelfia, n. 1971)
- Jim Burns, cestista statunitense (McLeansboro, n. 1945 - † 2020)
- Caron Butler, ex cestista e allenatore di pallacanestro statunitense (Racine, n. 1980)

## C(16)
- Jim Caldwell, cestista statunitense (Durham, n. 1943 - Roswell, † 2023)
- Darel Carrier, ex cestista statunitense (Warren County, n. 1940)
- James Carter Gaudino, ex cestista e allenatore di pallacanestro portoricano (New York, n. 1964)
- Bill Cartwright, ex cestista e allenatore di pallacanestro statunitense (Lodi, n. 1957)
- Jim Chones, ex cestista statunitense (Racine, n. 1949)
- Patrick Christopher, ex cestista statunitense (Artesia, n. 1988)
- James Clay, cestista e allenatore di pallacanestro britannico (Coventry, † 1963)
- Jim Cleamons, ex cestista e allenatore di pallacanestro statunitense (Lincolnton, n. 1949)
- James Collins, ex cestista statunitense (Jacksonville, n. 1973)
- Jimmy Collins, cestista e allenatore di pallacanestro statunitense (Syracuse, n. 1946 - † 2020)
- Jim Coshow, cestista statunitense (Seattle, n. 1935 - Edmonds, † 2024)
- James Cotton, ex cestista statunitense (Los Angeles, n. 1975)
- Jim Crews, ex cestista e allenatore di pallacanestro statunitense (Normal, n. 1954)
- Dillard Crocker, cestista statunitense (Coffee County, n. 1925 - Niles, † 2014)
- Red Curren, cestista canadese (n. 1925 - † 2010)
- Jim Currie, cestista statunitense (Cook County, n. 1916 - Sisters, † 1987)

## D(9)
- Jimmy Darden, cestista e allenatore di pallacanestro statunitense (Cheyenne, n. 1922 - Arvada, † 1994)
- Jimmy Darrow, cestista statunitense (Akron, n. 1937 - Akron, † 1987)
- Jim Davis, cestista e allenatore di pallacanestro statunitense (Muncie, n. 1941 - Windsor, † 2018)
- Red Davis, ex cestista statunitense (n. 1932)
- Jimmy Dawson, ex cestista statunitense (Oak Park, n. 1945)
- Jim Deines, ex cestista statunitense (Springdale, n. 1962)
- James Dickey, cestista statunitense (Raleigh, n. 1996)
- Jamie Dixon, ex cestista e allenatore di pallacanestro statunitense (Burbank, n. 1965)
- James Donaldson, ex cestista statunitense (Heacham, n. 1957)

## E(4)
- Jim Eakins, ex cestista statunitense (Sacramento, n. 1946)
- James Edwards, ex cestista statunitense (Seattle, n. 1955)
- James Ellisor, cestista statunitense (Glendale, n. 1990)
- James Ennis, cestista statunitense (Ventura, n. 1990)

## F(11)
- Jim Farmer, ex cestista e allenatore di pallacanestro statunitense (Dothan, n. 1964)
- James Farr, cestista statunitense (Evanston, n. 1992)
- James Feldeine, cestista statunitense (New York, n. 1988)
- James Florence, cestista statunitense (Marietta, n. 1988)
- Jim Forbes, cestista e allenatore di pallacanestro statunitense (Fort Rucker, n. 1952 - El Paso, † 2022)
- James Forrest, ex cestista statunitense (Atlanta, n. 1972)
- Jimmy Foster, ex cestista statunitense (Jersey City, n. 1951)
- Jim Fox, ex cestista statunitense (Atlanta, n. 1943)
- J.J. Frazier, cestista statunitense (Glennville, n. 1995)
- Jimmer Fredette, ex cestista statunitense (Glens Falls, n. 1989)
- Jim Fritsche, cestista e allenatore di pallacanestro statunitense (Saint Paul, n. 1931 - Saint Paul, † 2019)

## G(8)
- Jack Gardner, cestista e allenatore di pallacanestro statunitense (Texico, n. 1910 - Salt Lake City, † 2000)
- Jim Garvin, ex cestista statunitense (n. 1950)
- Jim Gibbs, cestista statunitense (Mill Spring, n. 1913 - Bartlett, † 2010)
- James Gillingham, ex cestista canadese (Hamilton, n. 1981)
- James Gist, cestista statunitense (Adana, n. 1986)
- Jim Glass, cestista statunitense (Ossian, n. 1919 - Fort Wayne, † 1972)
- Pim Goff, cestista, giocatore di baseball e allenatore di pallacanestro statunitense (Normal, n. 1912 - Tucson, † 1980)
- Jim Grandholm, ex cestista statunitense (Elkhart, n. 1960)

## H(13)
- Jim Hadnot, cestista statunitense (Jasper, n. 1940 - † 1998)
- Joe Hamilton, ex cestista statunitense (Lexington, n. 1948)
- James Harden, cestista statunitense (Los Angeles, n. 1989)
- James Hardy, cestista statunitense (Knoxville, n. 1956 - Long Beach, † 2020)
- James Harvey, ex cestista australiano (Perth, n. 1979)
- Marshall Hawkins, cestista statunitense (Huntington, n. 1924 - Huntington, † 2010)
- J.J. Hickson, ex cestista statunitense (Atlanta, n. 1988)
- Jim Hilgemann, cestista statunitense (Wabash, n. 1916 - Fort Wayne, † 1967)
- Jim Holstein, cestista e allenatore di pallacanestro statunitense (Hamilton, n. 1930 - Bradenton, † 2007)
- Jim Homer, cestista statunitense (Columbus, n. 1921 - Livingston, † 1992)
- Jim Hoverder, cestista statunitense (Alexandria, n. 1930 - Overland Park, † 1994)
- Jay Huff, cestista statunitense (Durham, n. 1997)
- Jimmy Hull, cestista e allenatore di pallacanestro statunitense (Leesburg, n. 1917 - Columbus, † 1991)

## I(1)
- Jim Iverson, cestista e allenatore di pallacanestro statunitense (Mitchell, n. 1930 - Fort Wayne, † 2020)

## J(5)
- Jim Jackson, ex cestista statunitense (Toledo, n. 1970)
- Jim Jarvis, ex cestista e allenatore di pallacanestro statunitense (Roseburg, n. 1943)
- James Johnson, cestista statunitense (Cheyenne, n. 1987)
- Jim Johnstone, ex cestista statunitense (New Canaan, n. 1960)
- Jimmy Jones, ex cestista statunitense (Tallulah, n. 1945)

## K(8)
- James Kelly, cestista statunitense (Ann Arbor, n. 1993)
- Jim King, ex cestista statunitense (New Orleans, n. 1943)
- Jim King, ex cestista e allenatore di pallacanestro statunitense (Tulsa, n. 1941)
- Jimmy King, ex cestista statunitense (South Bend, n. 1973)
- James Kinney, cestista statunitense (Champaign, n. 1990)
- Jim Kissane, ex cestista statunitense (New Hyde Park, n. 1946)
- Jim Krebs, cestista statunitense (Webster Groves, n. 1935 - Woodland Hills, † 1965)
- Les Kuplic, cestista statunitense (Manitowoc, n. 1911 - Sheboygan Falls, † 1968)

## L(11)
- James Lang, ex cestista statunitense (Mobile, n. 1983)
- Jay Larrañaga, ex cestista e allenatore di pallacanestro statunitense (Charlotte, n. 1975)
- Jim Larrañaga, ex cestista e allenatore di pallacanestro statunitense (New York, n. 1949)
- James Lee, ex cestista statunitense (Lexington, n. 1956)
- Jim Les, ex cestista e allenatore di pallacanestro statunitense (Niles, n. 1963)
- James Life, ex cestista statunitense (Fort Myers, n. 1983)
- Goose Ligon, cestista statunitense (Kokomo, n. 1944 - Louisville, † 2004)
- James Lister, cestista statunitense (Dallas, n. 1951 - Fort Worth, † 2010)
- Jim Loscutoff, cestista statunitense (San Francisco, n. 1930 - Naples, † 2015)
- Jim Luisi, cestista e attore statunitense (New York, n. 1928 - Los Angeles, † 2002)
- Jim Lynam, ex cestista, allenatore di pallacanestro e dirigente sportivo statunitense (Filadelfia, n. 1941)

## M(23)
- James Bell, cestista statunitense (Plainfield, n. 1992)
- Jim Maguire, ex cestista canadese (Weston, n. 1939)
- Jim Marsh, cestista statunitense (n. 1946 - Contea di Multnomah, † 2019)
- James Marsh, ex cestista e allenatore di pallacanestro tedesco (Treviri, n. 1970)
- Don Martin, cestista e allenatore di pallacanestro statunitense (Poplar Bluff, n. 1920 - Goreville, † 1997)
- James Martin, ex cestista statunitense (n. 1968)
- Jim Master, ex cestista statunitense (Fort Wayne, n. 1962)
- James Maye, ex cestista e allenatore di pallacanestro statunitense (Kennesaw, n. 1981)
- James Mays, ex cestista e allenatore di pallacanestro statunitense (Garner, n. 1986)
- James Michael McAdoo, cestista statunitense (Norfolk, n. 1993)
- Jim McDaniels, cestista statunitense (Scottsville, n. 1948 - Bowling Green, † 2017)
- Jim McGee, cestista irlandese (Boyle, n. 1923 - Dublino, † 1998)
- Jim McIlvaine, ex cestista statunitense (Racine, n. 1972)
- Jim McMillian, cestista statunitense (Raeford, n. 1948 - Winston-Salem, † 2016)
- Jim McElroy, ex cestista statunitense (Cotton Plant, n. 1953)
- Khris Middleton, cestista statunitense (Charleston, n. 1991)
- Kirby Minter, cestista statunitense (Marietta, n. 1929 - Oklahoma City, † 2009)
- Reid Mitchell, cestista canadese (Anyox, n. 1926 - † 2012)
- Jim Montgomery, cestista statunitense (Johnstown, n. 1915 - Mesa, † 1982)
- Jim Mooney, cestista statunitense (Filadelfia, n. 1930 - Upland, † 2015)
- Jim Moran, ex cestista e allenatore di pallacanestro statunitense (Syosset, n. 1978)
- Jim Morgan, cestista e allenatore di pallacanestro statunitense (Leslie County, n. 1934 - † 2019)
- James Murray-Boyles, cestista statunitense (Columbia, n. 1997)

## N(4)
- Jim Neal, cestista statunitense (Silverstreet, n. 1930 - Greer, † 2011)
- James Nnaji, cestista nigeriano (Makurdi, n. 2004)
- Jim Nolan, cestista statunitense (Macon, n. 1927 - Macon, † 1983)
- James Nunnally, cestista statunitense (San Jose, n. 1990)

## O(5)
- Jim O'Brien, ex cestista e allenatore di pallacanestro statunitense (New York, n. 1949)
- Jim O'Brien, ex cestista e allenatore di pallacanestro statunitense (Filadelfia, n. 1952)
- Jim O'Brien, ex cestista statunitense (Falls Church, n. 1951)
- Jim Owens, ex cestista statunitense (Los Angeles, n. 1950)
- Red Owens, cestista e allenatore di pallacanestro statunitense (n. 1925 - † 1988)

## P(13)
- James Palmer, cestista statunitense (Washington, n. 1996)
- Jim Palmer, cestista statunitense (Keokee, n. 1933 - † 2013)
- Jim Paxson, ex cestista e dirigente sportivo statunitense (Kettering, n. 1957)
- Jim Paxson, cestista statunitense (Springfield, n. 1932 - † 2014)
- Doug Peden, cestista canadese (Victoria, n. 1916 - Victoria, † 2005)
- Scoonie Penn, ex cestista, allenatore di pallacanestro e dirigente sportivo statunitense (Brooklyn, n. 1977)
- James Peters, ex cestista statunitense (Chicago, n. 1981)
- Jim Petersen, ex cestista e allenatore di pallacanestro statunitense (Minneapolis, n. 1962)
- Jim Phelan, cestista e allenatore di pallacanestro statunitense (Filadelfia, n. 1929 - † 2021)
- Jim Pollard, cestista, allenatore di pallacanestro e dirigente sportivo statunitense (Oakland, n. 1922 - Stockton, † 1993)
- Jim Powell, cestista statunitense (Huntingburg, n. 1933 - New Orleans, † 2017)
- Jim Price, ex cestista e allenatore di pallacanestro statunitense (Russellville, n. 1949)
- Don Putman, cestista statunitense (Wray, n. 1922 - † 2006)

## R(12)
- Jim Ray, cestista statunitense (n. 1934 - † 1987)
- James Ray, cestista statunitense (New Orleans, n. 1957 - Gainesville, † 2023)
- Jimmy Rayl, cestista statunitense (Kokomo, n. 1941 - Kokomo, † 2019)
- Jimmy Reese, cestista statunitense (Cumberland, n. 1923 - † 2010)
- Jim Reid, ex cestista statunitense (n. 1945)
- J.R. Reynolds, ex cestista statunitense (Roanoke, n. 1984)
- Jim Riffey, cestista e allenatore di pallacanestro statunitense (Washington, n. 1923 - Battle Creek, † 2018)
- James Robinson, ex cestista statunitense (Jackson, n. 1970)
- James Robinson, cestista statunitense (Mitchellville, n. 1994)
- Jimmy Rodgers, ex cestista e allenatore di pallacanestro statunitense (Oak Park, n. 1943)
- Jim Rowinski, cestista statunitense (Long Island, n. 1961 - Fort Lauderdale, † 2024)
- Jamie Russell, ex cestista canadese (Niagara Falls, n. 1952)

## S(17)
- Fred Saunders, ex cestista e allenatore di pallacanestro statunitense (Columbus, n. 1951)
- Mike Scott, cestista statunitense (Chesapeake, n. 1988)
- James Scott, ex cestista statunitense (Paterson, n. 1972)
- Jim Seminoff, cestista statunitense (Los Angeles, n. 1922 - Mission Viejo, † 2001)
- Dallas Shirley, cestista e arbitro di pallacanestro statunitense (Washington, n. 1913 - DeSoto, † 1994)
- James Silas, ex cestista statunitense (Tallulah, n. 1949)
- James Sinclair, ex cestista statunitense (Savannah, n. 1993)
- James Singleton, ex cestista e allenatore di pallacanestro statunitense (Chicago, n. 1981)
- Jim Slaughter, cestista statunitense (Bristol, n. 1928 - Central, † 1999)
- Jaime Smith, ex cestista statunitense (Birmingham, n. 1989)
- Jim Smith, ex cestista statunitense (Cleveland, n. 1958)
- Jimmy Smith, cestista e attivista statunitense (Pittsburgh, n. 1934 - Harrisburg, † 2002)
- James Southerland, cestista statunitense (Queens, n. 1990)
- Jim Spanarkel, ex cestista statunitense (Jersey City, n. 1957)
- Jim Springer, cestista statunitense (Roachdale, n. 1926 - Indianapolis, † 2018)
- Erv Staggs, cestista statunitense (Filadelfia, n. 1948 - Filadelfia, † 2012)
- Jimmy Stewart, cestista canadese (Kingsville, n. 1910 - Windsor, † 1990)

## T(7)
- James Thomas, ex cestista e allenatore di pallacanestro statunitense (Schenectady, n. 1980)
- Jim Thomas, ex cestista e allenatore di pallacanestro statunitense (Lakeland, n. 1960)
- Bernard Thompson, cestista statunitense (Conyers, n. 1993)
- James Thompson, cestista statunitense (Baton Rouge, n. 1995)
- Jimmy Thordsen, ex cestista statunitense (New York, n. 1948)
- Jim Tillman, cestista statunitense (Rockingham, n. 1946 - Valparaíso, † 2009)
- Jim Tucker, cestista statunitense (Paris, n. 1932 - Jacksonville, † 2020)

## U(1)
- James Usry, cestista e politico statunitense (Athens, n. 1922 - Absecon, † 2002)

## V(2)
- Jim Valvano, cestista e allenatore di pallacanestro statunitense (Queens, n. 1946 - Durham, † 1993)
- Sam Vincent, ex cestista e allenatore di pallacanestro statunitense (Lansing, n. 1963)

## W(19)
- James Wade, ex cestista, allenatore di pallacanestro e dirigente sportivo statunitense (Memphis, n. 1975)
- Jimmy Walker, cestista statunitense (Amherst, n. 1944 - Kansas City, † 2007)
- M.J. Walker, cestista statunitense (Jonesboro, n. 1998)
- Jim Walsh, cestista statunitense (San Francisco, n. 1930 - San Francisco, † 1976)
- Jim Ware, cestista statunitense (Natchez, n. 1944 - † 1986)
- James Washington, cestista statunitense (Saint Louis, n. 1987)
- Jim Washington, ex cestista statunitense (Filadelfia, n. 1943)
- James Webb, cestista statunitense (Augusta, n. 1993)
- James White, ex cestista statunitense (Washington, n. 1982)
- James Wilkes, ex cestista statunitense (Nashville, n. 1958)
- Fly Williams, ex cestista statunitense (Brooklyn, n. 1953)
- Jimmy Wilson, cestista statunitense (n. 1947 - † 2012)
- James Wiseman, cestista statunitense (Nashville, n. 2001)
- Howard Wood, ex cestista statunitense (Southampton, n. 1959)
- James Woodard, cestista statunitense (Arcadia, n. 1994)
- Tommy Woods, ex cestista statunitense (Blount County, n. 1943)
- James Worthy, ex cestista statunitense (Gastonia, n. 1961)
- Jim Wright, cestista statunitense (Queens, n. 1959 - † 2022)
- Leroy Wright, cestista e allenatore di pallacanestro statunitense (New York, n. 1938 - Charlotte, † 2020)

## Y(1)
- James Young, cestista statunitense (Flint, n. 1995)

## Z(1)
- Jim Zoet, ex cestista canadese (Uxbridge, n. 1953)